# Tonghua
Tonghua (通化 ; pinyin : Tōnghuà) est une ville-préfecture du sud-est de la province septentrionale du Jilin en Chine. Sa juridiction s'étend sur 15 195 km2 jusqu'à la Corée du Nord, située sur l'autre rive du Yalu (Amnokgang), et sa population comporte une forte proportion de Coréens.
La ville-même est centrée sur le district de Dongchang (310 000 habitants) et est située dans une région montagneuse, près du massif du Changbai.
Un site de lancement de missiles à têtes nucléaires est installé à proximité (selon des informations à jour en 1997).
Elle détient le record de la région viticole la plus froide du monde, avec une température hivernale pouvant descendre à −40 °C. La ville est par ailleurs reconnue comme une des cinq régions les plus riches de Chine en plantes médicinales. Une partie de la région fut même interdite pendant deux siècles sous la dynastie Qing (de 1670 à 1877), et réservée aux empereurs pour la chasse et la récolte des racines de ginseng, sous le prétexte de « protéger le lieu de naissance des ancêtres ».

## Économie

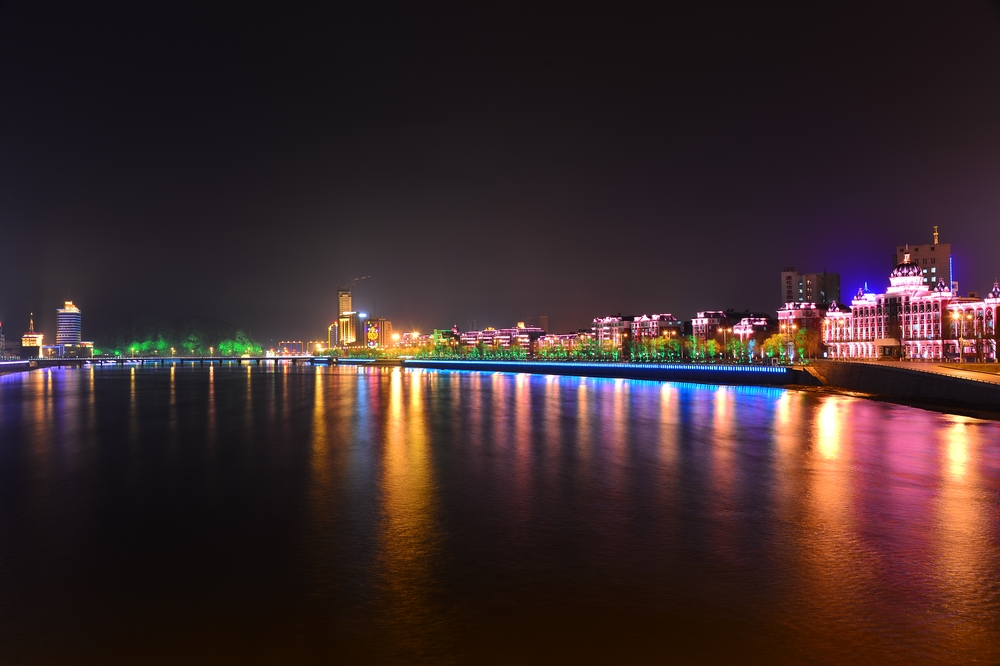
Le centre ville de Tonghua et le Hunjiang

La région possède d'importantes réserves de charbon et de minerai de fer, ainsi que des industries sidérurgiques. Durant la crise financière de 2009, 30 000 ouvriers sidérurgistes se sont rebellés contre le rachat de leur entreprise et contre un plan de licenciement ; certains ont battu à mort leur directeur général,.
En 2004, le PIB total a été de 21,8 milliards de yuans, et le PIB par habitant de 9 563 yuans.

## Subdivisions administratives
La ville-préfecture de Tonghua exerce sa juridiction sur sept subdivisions - deux districts, deux villes-districts et trois xian :
- le district de Dongchang - 东昌区 Dōngchāng Qū ;
- le district d'Erdaojiang - 二道江区 Èrdàojiāng Qū ;
- la ville de Meihekou - 梅河口市 Méihékǒu Shì ;
- la ville de Ji'an - 集安市 Jí'ān Shì ;
- le xian de Tonghua - 通化县 Tōnghuà Xiàn ;
- le xian de Huinan - 辉南县 Huīnán Xiàn ;
- le xian de Liuhe - 柳河县 Liǔhé Xiàn.

## Personnalités liées à la ville
- Chang Xinyue (1994-), sauteuse à ski.